# Tom of Finland

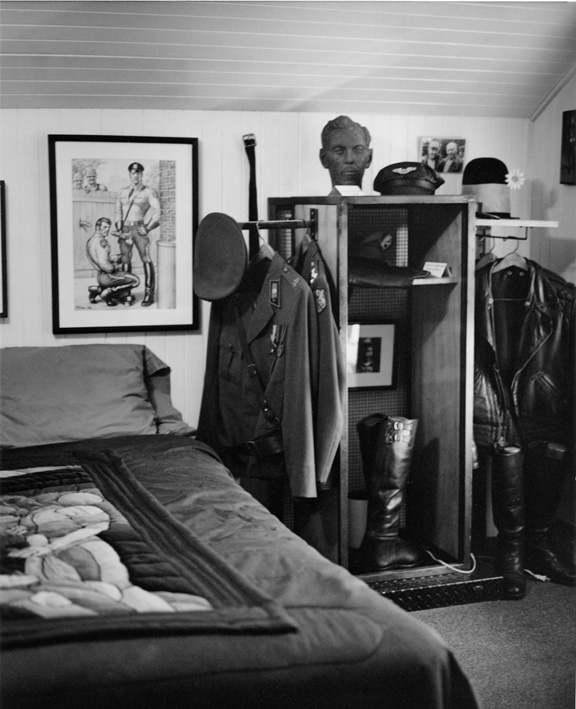
Een kamer in het huis van de Tom of Finland Foundation in Los Angeles, 2002.

Touko Valio Laaksonen (Kaarina, 8 mei 1920 - Helsinki, 7 november 1991), vooral bekend onder zijn pseudoniem Tom of Finland, was een Finse kunstenaar die bekend stond om zijn gestileerde, sterk vermannelijkte homo-erotische kunst en om zijn invloed op de 20e-eeuwse homocultuur. In vier decennia tijd produceerde hij zo'n 3.500 illustraties, meestal van mannen met overdreven geslachtskenmerken in strakke, weinig verhullende kleding.

## Vroege jaren
Laaksonen werd geboren in een middenklasse gezin. Zijn ouders waren beiden onderwijzers op het gymnasium. Het gezin woonde in een aangrenzende woonruimte van het schoolgebouw. Laaksonen ging naar school in Turku en in 1939, op 19-jarige leeftijd, verhuisde hij naar Helsinki om reclame te studeren. In zijn vrije tijd begon hij ook voor zijn plezier met het tekenen van erotische illustraties, gebaseerd op afbeeldingen van mannelijke arbeiders. Laaksonen hield deze tekeningen verborgen en vernietigde ze toen hij het leger in moest. In die tijd raakte Finland verwikkeld in de Winteroorlog met de Sovjet-Unie. Laaksonen diende als luchtafweerofficier en bekleedde de rang van tweede luitenant. Later zou hij zijn fetisjistische interesse in geüniformeerde mannen toeschrijven aan zijn ontmoetingen met mannen in legeruniform, vooral soldaten van de Duitse Wehrmacht die op dat moment in Finland dienden. Zijn illustraties bevatten echter geen politieke of ideologische boodschap. Na de Tweede Wereldoorlog, in 1945, ging Laaksonen weer studeren.

## Carrière
In 1956 stuurde Laaksonen illustraties naar het invloedrijke Amerikaanse tijdschrift Physique Pictorial, dat in het voorjaarsnummer van 1957 als eerste zijn werk publiceerde. Dit gebeurde aanvankelijk onder de naam Tom, omdat het op zijn voornaam Touko zou lijken. Voor de winter-editie van datzelfde jaar verzon de redacteur Bob Mizer de naam Tom of Finland.
Het tijdperk na de Tweede Wereldoorlog kende de opkomst van de motorcultuur, dat werd gezien als een reactie op de recente oorlog. Laaksonen werd beïnvloed door afbeeldingen van motorrijders en de kunstwerken van onder meer George Quaintance en Etienne, die hij als zijn voorlopers zag. Voor zijn illustraties liet Laaksonen zich inspireren door motorrijders en leermannen, en dan met name door de leer- en spijkerkleding die deze mannen onderscheidde van de reguliere cultuur, en suggereerde daarmee dat ze ongetemd, fysiek sterk en zelfbewust waren. Immers, in de jaren '50 heersten de stereotypen van homoseksuele mannen als passief, gevoelig en 'verwijfd' (denk hierbij aan de pejoratieve term sissy boy).
Laaksonen begon zijn professionele carrière in 1958 als creatief directeur bij een bekend marketingbureau, McCann Helsinki.

### Amerikaans censuur (1950-1960)
De stijl van Laaksonen in de late jaren '50 en vroege jaren '60 werd gedeeltelijk beïnvloed door de Amerikaanse censuurcodes die de weergave van 'openlijke homoseksuele handelingen' beperkten. Zijn werk werd gepubliceerd in het beefcake-genre dat begon in de jaren '30 en bevatte voornamelijk foto's van aantrekkelijke, gespierde jonge mannen in atletische poses die vaak werden getoond tijdens sportoefeningen. Hun primaire markt bestond uit homomannen, maar vanwege de conservatieve en homofobe sociale cultuur van die tijd was homopornografie illegaal en werden de publicaties meestal gepresenteerd als gewijd aan fysieke fitheid en gezondheid. Vaak waren ze de enige aansluiting die niet-openlijk homoseksuele mannen hadden met hun seksualiteit.
In de zaak van Manual Enterprises, Inc. v. Day uit 1962 oordeelde het Hooggerechtshof van de Verenigde Staten dat naaktfoto's van mannen niet inherent obsceen waren. Softcore tijdschriften en films over homopornografie met volledig naakte modellen volgden hierna snel. De pretentie dat het om lichaamsbeweging en fitness ging, werd geschrapt toen de controle op pornografie werd verminderd. Tegen het einde van de jaren '60 stortte de markt voor beefcake-tijdschriften echter in. Laaksonen reageerde hierop door meer expliciete tekeningen te publiceren en stileerde de fantasierijke aspecten van zijn figuren met overdreven fysieke aspecten, met name hun geslachtsdelen en spieren. Aan het eind van de jaren '60 ontwikkelde hij Kake, een personage dat voorkomt in een doorlopende reeks strips, die in 1968 debuteerde.

### Decriminalisering van mannelijk naakt
Met de decriminalisering van mannelijk naakt werd homopornografie meer mainstream in homoculturen, en daarme ook Laaksonens werk. In 1973 publiceerde hij erotische stripboeken en drong hij met zijn tentoonstellingen door tot de reguliere kunstwereld. In 1973 zegde hij zijn fulltime baan bij McCann Helsinki op.
Tegen het midden van de jaren '70 legde Laaksonen de nadruk op een meer fotorealistische stijl, waardoor aspecten van de illustraties fotografisch leken. Veel van zijn illustraties zijn gebaseerd op foto's, maar geen enkele is een exacte reproductie ervan. De fotografische inspiratie werd enerzijds gebruikt om levensechte, bijna bewegende beelden te creëren, met overtuigende en actieve houdingen en gebaren, terwijl Laaksonen fysieke kenmerken overdreef en zijn ideaal van mannelijke schoonheid en seksuele allure presenteerde. Hierdoor wordt realisme gecombineerd met fantasie.
In 1979 richtte Laaksonen, samen met zakenman en vriend Durk Dehner, de Tom of Finland Company op om het auteursrecht op zijn kunst, die op grote schaal illegaal was verkregen, te behouden. In 1984 werd de Tom of Finland Foundation opgericht om homo-erotische kunstwerken te verzamelen, te bewaren en tentoon te stellen.

## Privéleven
Laaksonens levenspartner was de danser Veli 'Nipa' Mäkinen, met wie hij 28 jaar samen was, tot aan de dood van Mäkinen in 1981. In 1988 werd bij Laaksonen emfyseem vastgesteld. Uiteindelijk veroorzaakten de ziekte en de medicatie dat zijn handen trilden, waardoor hij overschakelde van potlood naar pastel. Hij stierf in 1991 aan een door emfyseem veroorzaakte beroerte.

## Trivia
- In september 2014 bracht het Finse postbedrijf, Itella Posti, een set postzegels uit met homo-erotische illustraties van Laaksonen. Het werd de bestverkochte set in de geschiedenis van het bedrijf.